# Valun
Valun est une localité de Croatie située dans la municipalité de Cres, dans le comitat de Primorje-Gorski Kotar. En 2001, la localité comptait 62 habitants.

## Démographie
| 1948 | 1953 | 1961 | 1971 | 1981 | 1991 | 2001 |
| ---- | ---- | ---- | ---- | ---- | ---- | ---- |
| 231  | 173  | 126  | 81   | 63   | 68   | 62   |